# Крюссау
Крюссау (нем. Krüssau) — деревня в Германии, в земле Саксония-Анхальт. 
Входит в состав города Мёккерн района Йерихов. Население составляет 253 человека (на 31 декабря 2006 года). Занимает площадь 21,59 км².
Ранее Крюссау имел статус общины (коммуны). 1 января 2010 года вошёл в состав города Мёккерн.

## Достопримечательности
Церковь, построенная в XVIII веке.